# Liste der argentinischen Botschafter in Paraguay
Dies ist eine Liste der argentinischen Botschafter in Paraguay. Der Argentinische Botschafter in Asunción vertritt die Regierung in Buenos Aires bei der Regierung von Paraguay.
| Ernannt / Akkreditiert | Botschafter                    | Bemerkungen | ernannt von                    | akkreditiert während der Regierung von | Posten verlassen |
| ---------------------- | ------------------------------ | --- | ------------------------------ | -------------------------------------- | ---------------- |
| 1845                   | Pedro de Alcántara Bellegarde  | | Juan Manuel de Rosas           | Carlos Antonio López                   |                  |
| 1877                   | Tristán Achával Rodríguez      | | Nicolás Avellaneda             | Higinio Uriarte                        | 1878             |
| 30. Dez. 1884          | Carlos Calvo y Capdevila       | Julio Argentino Roca (Präsident) und Francisco J. Ortiz (Außenminister) ernannten ihn zum Resident Minister in Paraguay. | Julio Argentino Roca           | Bernardino Caballero                   | 21. Dez. 1886    |
| 1. Okt. 1885           | Leopoldo Díaz                  | Geschäftsträger | Julio Argentino Roca           | Bernardino Caballero                   | Dez. 1885        |
| 7. Dez. 1886           | Martín García Mérou            | Norberto Quirno Costa (Außenminister) ernannte ihn zum amtierenden Resident Minister in Paraguay, am 21. Dezember 1886 wurde er im Amt bestätigt. Am 18. Dezember 1887: Juárez Celman-Quirno Costa ernannte ihn zum außerordentlichen Gesandten und bevollmächtigten Minister in diesem Bestimmungsort. | Miguel Juárez Celman           | Patricio Escobar                       |                  |
| 16. Apr. 1891          | Ramón Mendoza                  | Norberto Quirno Costa (Außenminister) ernannte ihn zum Resident Minister in Paraguay. Am 29. Januar 1892 wurde Pellegrini-Zeballos zum außerordentlichen Gesandten und bevollmächtigten Minister am selben Ort ernannt. | Carlos Pellegrini              | Juan Gualberto González                | 29. Feb. 1892    |
| 21. März 1893          | José Manuel Estrada            | Tomás S. de Anchorena (Außenminister) ernannte ihn zum außerordentlichen Gesandten und Ministre plénipotentiaire. (er starb am 17. September 1894 in diesem Amt) | Luis Sáenz Peña                | Juan Gualberto González                | 17. Sep. 1894    |
| 16. Feb. 1895          | Lauro Cabral                   | Amancio Alcorta (Außenminister) ernannte ihn zum Geschäftsträger in Paraguay. Am 10. Januar 1896 ernannte ihn Uriburu-Alcorta zum Resident Minister und am 31. März 1897 zum außerordentlichen Gesandten und Ministre plénipotentiaire am selben Ort. Lauro Cabral war mehr als 20 Jahre im auswärtigen Dienst beschäftigt. | José Evaristo Uriburu          | Marcos A. Morínigo                     |                  |
| 23. Sep. 1902          | Alejandro Guesalaga            | Luis María Drago (Außenminister) ernannte ihn zum außerordentlichen Gesandten und Ministre plénipotentiaire in Paraguay. Er übte diese Funktionen bis zum 17. Mai 1905 aus. | Julio Argentino Roca           | Andrés Héctor Carvallo                 | 17. Mai 1905     |
| 17. Mai 1905           | Vicente Gregorio Quesada       | Carlos Rodríguez Larreta (Außenminister) ernannte ihn zum außerordentlichen Gesandten und Ministre plénipotentiaire. | Manuel Quintana                | Cecilio Báez                           |                  |
| 14. Okt. 1907          | Gabriel Martinez Campos        | Estanislao Zeballos (Außenminister) ernannte ihn zum Gesandtschaftssekretär erster Klasse in der Funktion des außerordentlichen Gesandten und Ministre plénipotentiaire in Paraguay. 1917 war er Gesandter in Sankt Petersburg, 1923, Ministre plénipotentiaire in Warschau, | José Figueroa Alcorta          | Benigno Ferreira                       |                  |
| 27. Juli 1912          | Mario Ruiz de los Llanos       | Ernesto Bosch (Außenminister) ernannte ihn zum außerordentlichen Gesandter und Ministre plénipotentiaire in Paraguay, Dr. Mario Ruiz de los Llanos. Bis zum 25. Juli 1916 hielt er die Position; An diesem letzten Tag wurde er an einen anderen Ort versetzt. 1925–1930 war er Botschafter in Japan | Roque Sáenz Peña               | Pedro Pablo Peña                       | 25. Juli 1916    |
| 25. Juli 1916          | José María Cantilo             | José Luis Murature (Außenminister) ernannte ihn zum außerordentlichen Gesandter und Ministre plénipotentiaire in Paraguay. | Victorino de la Plaza          | Manuel Franco                          | 18. Aug. 1919    |
| 14. Aug. 1916          | Atilio Sixto Barilari          | José Luis Murature (Außenminister) ernannte ihn zum außerordentlichen und bevollmächtigten Botschafter in Sondermission der argentinische Regierung zum Regierungsantritt von Manuel Franco in Paraguay am 15. August 1916 | Victorino de la Plaza          | Manuel Franco                          | 15. Aug. 1916    |
| 18. Aug. 1919          | Eudoro Vargas Gómez            | außerordentlicher Gesandter und Ministre plénipotentiaire in Paraguay. Am 2. Februar 1920 legte er sein Amt nieder. | Hipólito Yrigoyen              | José Pedro Montero                     | 2. Feb. 1920     |
| 30. Juni 1920          | Laurentino Olascoaga Urtubey   | Honorio Pueyrredón (Außenminister) ernannte ihn zum außerordentlichen Gesandten und Ministre plénipotentiaire Am 28. September 1923 wurde er an einen anderen Ort versetzt. | Hipólito Yrigoyen              | Manuel Gondra                          | 28. Sep. 1923    |
| 28. Sep. 1923          | Leopoldo Díaz                  | Ángel Gallardo (Außenminister) ernannte ihn zum außerordentlichen Gesandten und Ministre plénipotentiaire in Paraguay an Dr. Leopoldo Díaz. Am 31. Mai 1926 wurde er in ein anderes Land versetzt. | Marcelo Torcuato de Alvear     | Eligio Ayala                           | 31. Mai 1926     |
| 6. Aug. 1924           | Fernando Saguier               | Ángel Gallardo (Außenminister) ernannte den Senator Dr. Fernando Saguier zum außerordentlichen und bevollmächtigter Botschafter in Sondermission der argentinischen Regierung beim Amtsantritt von Eligio Ayala | Marcelo Torcuato de Alvear     | Eligio Ayala                           |                  |
| 31. Mai 1926           | Ricardo Olivera                | Ángel Gallardo (Außenminister) versetzten ihn an die Gesandtschaft in Asunción. Am 14. Juli 1927 bestätigten Alvear-Gallardo diese Ernennung und am 16. Dezember 1930 wurde er versetzt. Botschafter Ricardo Olivera (Berlin bis 1942, dann Vichy) bemühte sich um Schutz für argentinischen Juden und bemühte sich darum, dass der Schutz von griechischen Juden zu respektiert würde. | Marcelo Torcuato de Alvear     | Luis Alberto Riart                     | 16. Aug. 1930    |
| 3. Aug. 1928           | Miguel Susini                  | Ángel Gallardo (Außenminister) ernannte ihn zum Botschafter in der Sondermission ernannt, um bei der Amtseinführung des Präsidenten in Paraguay José Patricio Guggiari die argentinische Regierung zu vertreten. | Marcelo Torcuato de Alvear     | José Patricio Guggiari                 |                  |
| 1928                   | Alejandro Gancedo              | Generalkonsul in Paraguay (1928–29) | Hipólito Yrigoyen              | José Patricio Guggiari                 | 1929             |
| 14. Apr. 1929          | Héctor Alvarez Cina            | 1929 Don Héctor Alvarez Gesandter mit Wohnsitz in Paraguay. | Hipólito Yrigoyen              | José Patricio Guggiari                 |                  |
| 2. Feb. 1934           | Rodolfo Freyre y García Vieyra | | Agustín Pedro Justo            | Eusebio Ayala                          | 7. Juli 1937     |
| 4. Feb. 1937           | Juan G. Valenzuela             | Carlos Saavedra Lamas (Außenminister) ernannte ihn zum außerordentlichen Kommissionsbeauftragten und zum Ministre plénipotentiaire in Paraguay (12. März 1887 – 4. Februar 1937). Am 7. Juli 1937 wurde seine Ernennung bestätigt. Er hatte dieses Amt bis zum 26. Juni 1939 inne. Juan G. Valenzuela (* 12. März 1887 in Corrientes) war ein argentinischer Rechtsanwalt und Diplomat. Sohn von Juan Valenzuela und Delia Meabe; ed. juristische Fakultät der Universität von Buenos Aires. Karriere: Lehrer, Handelsschule Sud und Colegio Nac. De Buenos Aires (Juan C.). Argentinischer Anwalt und Diplomat 1887 in Corrientes. Ministre plénipotentiaire in Bolivien (1932–1933), in Paraguay (1937–1939): Botschafter in Mexiko (1939–1942). | Agustín Pedro Justo            | Félix Paiva                            | 26. Juni 1939    |
| 26. Juni 1939          | Luis S. Castiñeiras            | José María Cantilo (Außenminister) ernannte Luis S. Castiñeiras zum außerordentlichen Gesandten und Ministre plénipotentiaire der 1. Klasse in Paraguay, Dr. Am 3. August 1939 ernannte ihn Ortiz-Cantilo, der als außerordentlicher und bevollmächtigter Botschafter in Sondermission zum Amtsantritt von José Félix Estigarribia in Paraguay | Roberto María Ortiz            | José Félix Estigarribia                |                  |
| 11. Sep. 1942          | Luis S. Castiñeiras            | Am 11. September 1942 durch Dekret des Präsidenten des Argentinischen Senats, Robustiano Patrón Costas (Außenminister) unterzeichnet. Luis S. Castiñeiras wurde zum außerordentlichen und bevollmächtigten Botschafter der Republik in Paraguay bei Dr. Luis S. Castiñeiras ernannt. | Robustiano Patrón Costas       | Higinio Morínigo                       |                  |
| 20. Sep. 1945          | Eduardo Luis Vivot Ayerza      | (* 10. Oktober 1886 in Buenos Aires). Rechtsanwalt, absolvierte die Universität von Buenos Aires. Er trat dem Ministerium am 21. November 1930 als Sekretär zweiter Klasse bei der Botschaft in den USA. | Juan Perón                     | Higinio Morínigo                       |                  |
| 1. Sep. 1958           | Blas Benjamín de la Vega       | | Arturo Frondizi                | Alfredo Stroessner                     | 1. März 1962     |
| 1969                   | Mario Díaz Colodrero           | | Juan Carlos Onganía            | Alfredo Stroessner                     | 1970             |
| 1970                   | Marco Aurelio Benítez Sánchez  | | Roberto Marcelo Levingston     | Alfredo Stroessner                     |                  |
| Sep. 1982              | Eduardo Crespi                 | | Alfredo Saint Jean             | Alfredo Stroessner                     | Nov. 1983        |
| 1983                   | Raúl Alberto Quijano           | Raul Quijano | Raúl Alfonsín                  | Alfredo Stroessner                     | 1989             |
| 1989                   | Floro Eleuterio Bogado         | | Carlos Menem                   | Andrés Rodríguez                       | 1991             |
| 10. Dez. 1991          | Néstor Ahuad                   | | Carlos Menem                   | Andrés Rodríguez                       |                  |
| 1994                   | Raúl Eduardo Carígnano         | | Carlos Menem                   | Juan Carlos Wasmosy                    |                  |
| 1999                   | José Maria Berro Madero        | | Fernando de la Rúa             | Luis Ángel González Macchi             | 2002             |
| 2002                   | Félix Alberto Córdova Moyano   | 21.05.2015 | Eduardo Duhalde                | Luis Ángel González Macchi             | 2004             |
| 6. Jan. 2005           | Rafael Romá                    | Argentinien gab am Samstag bekannt, dass es seinen Botschafter in Paraguay aufgrund des Zusammenbruchs der demokratischen Ordnung nach der Absetzung von Präsident Fernando Lugo zurückgezogen habe. Der letzte argentinische Botschafter in Paraguay war Rafael Romá, der seine Mission nach siebenjähriger Amtszeit im Mai 2012 abschloss. | Néstor Kirchner                | Nicanor Duarte Frutos                  | 25. Mai 2012     |
| 4. Sep. 2014           | Ana Corradi                    | [ 2 ] | Cristina Fernández de Kirchner | Horacio Cartes                         | 8. Jan. 2016     |
| 8. Jan. 2016           | Eduardo Zuain                  | Eduardo A. Zuain | Mauricio Macri                 | Horacio Cartes                         | 1. Aug. 2017     |
| 15. Nov. 2017          | Héctor Lostri                  | [ 3 ] | Mauricio Macri                 | Horacio Cartes                         |                  |
| 29. Jan. 2020          | Domingo Peppo                  | [ 4 ] | Alberto Fernández              | Mario Abdo Benítez                     |                  |